# 细线芋螺
细线芋螺（学名：Conus striatus），是新腹足目芋螺科芋螺属的一种。其种加词“striatus”意为“有条纹的”。主要分布于马来西亚、印度尼西亚、中国大陆、台湾，常栖息在浅海沙底、低潮线以下。